# Meždurečensk (Oblast' di Samara)
Meždurečensk (in russo Междуреченск?) è un insediamento di tipo urbano del distretto Syzranskij, nell'oblast' di Samara, in Russia.
Si trova sulla strada M5 «Ural» tra il Volga (bacino di Saratov) e il fiume Usa (bacino di Samara), circa 138 km a ovest di Samara.